# Алханов Алі Дадашевич
Алі (Алу́) Дада́шевич Алха́нов (чеч. Алханов Ӏалу; нар. 20 січня 1957 р., сел. Кіровський, Кіровський район, Талди-Курганська область, КазРСР, СРСР) — російський державний діяч. Заступник міністра юстиції Російської Федерації з 15 лютого 2007. Член Комісії з експортного контролю з 2008 . Член Ради у справах козацтва при президенті Росії з 2010 р..
Президент Чеченської Республіки з 5 жовтня 2004 по 15 лютого 2007  року.
Член Комісії з протидії спроб фальсифікації історії на шкоду інтересам Росії з 2009 по 2012.
Дійсний державний радник юстиції Російської Федерації 1 класу, генерал-лейтенант міліції у відставці, Кандидат юридичних наук.

## Життєпис
Народився в Казахській РСР через кілька днів після скасування постанови про депортації чеченців. Виходець із тайпу Гендарганой. Незабаром після народження сина родина повернулася з депортації на батьківщину, в село Урус-Мартан.
Після закінчення школи в 1973 році Алханов працював у радгоспі. Служив у Радянській армії (1975-1977) в Південній групі військ, що дислокувалася на території Угорщини.
З 1979 року почав працювати в правоохоронних органах. Був співробітником і командиром лінійного відділення ОВС в Грозний (аеропорту Грозного), інспектором карного розшуку Північно-Кавказького управління внутрішніх справ на транспорті, старшим оперуповноваженим по боротьбі з наркоманією, начальником кримінальної міліції лінійного ОВС на станції "Грозний".
У 1983 закінчив школу транспортної міліції в Могильові (нині Могилівський інститут Міністерства внутрішніх справ Республіки Білорусь). У 1994 закінчив Ростовську вищу школу міліції за спеціальністю «правознавство».
З 1994 по 1997 – начальник Грозненського лінійного відділу внутрішніх справ на транспорті.
З 1997 по 2000 - старший оперуповноважений Мінераловодського відділення оперативно-розшукового управління Північно-Кавказького УВС на транспорті, начальником лінійного ОВС на станції м. Шахти Ростовської області.
У 2000 повернувся на службу до правоохоронних органів Чеченської Республіки.
З 2000 по 2003 – начальник Грозненського лінійного УВС на транспорті. Відновлював транспортну міліцію Грозного.
Під час Першої російсько-чеченської війни приєднався до федеральних військ і нагороджений орденом Мужності за захист Грозного під час його штурму бійцями ЧРІ. У квітні 2003 року призначений президентом республіки Ахматом Кадировим на посаду міністра внутрішніх справ. 10 листопада 2003 року Ахмат Кадиров вручив йому погони генерал-майора .

### Президент Чеченської Республіки

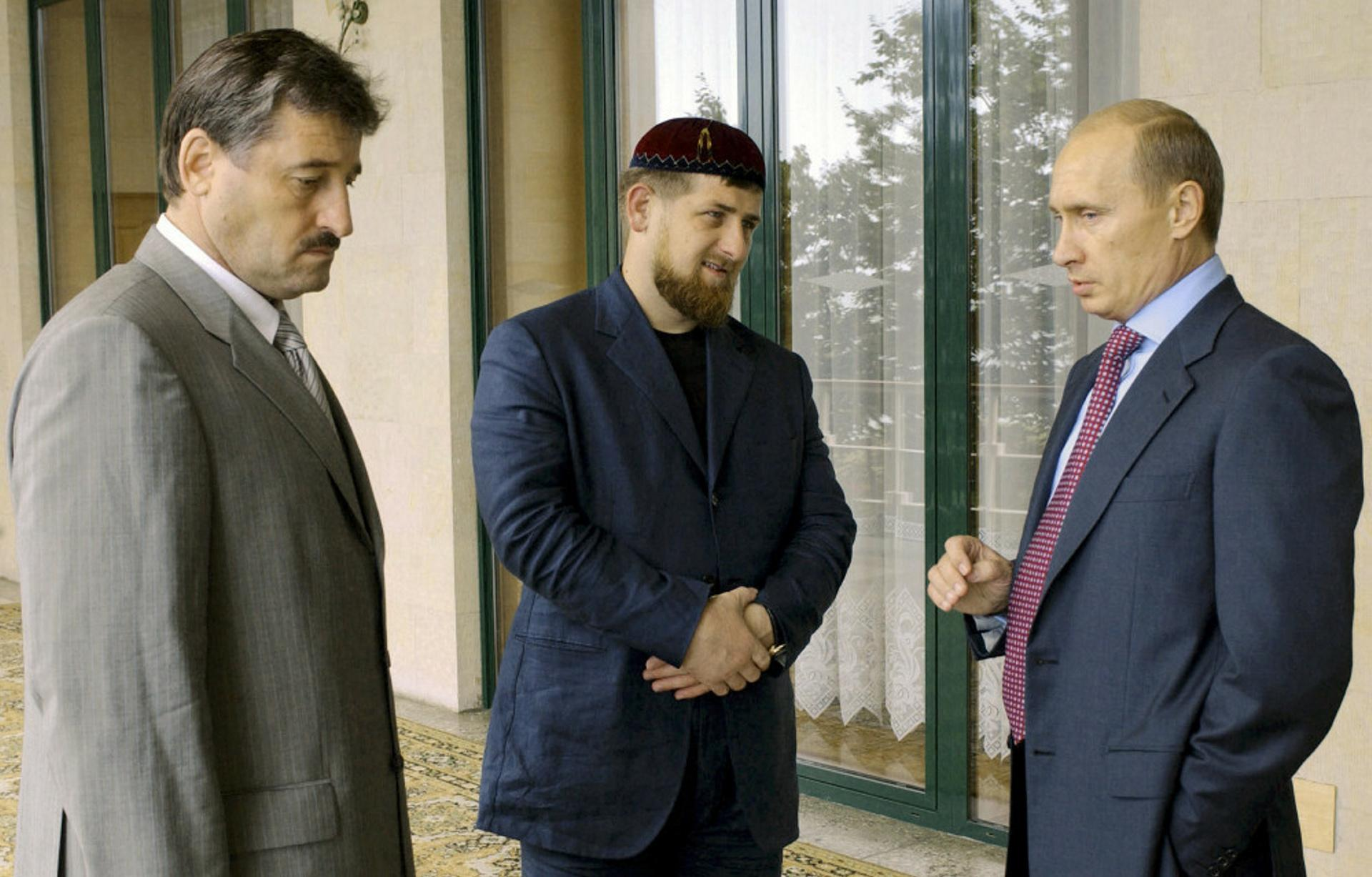
Алі Алханов, Рамзан Кадиров та Володимир Путін. 2004 рік.

Після вбивства Ахмата Кадирова 9 травня 2004 року, Алханов отримав підтримку Кремля на висування своєї кандидатури на пост президента. У серпні того ж року  був обраний президентом Чечні. Вступив на посаду 5 жовтня 2004 року.
У серпні 2006 Алханов перетворив Раду безпеки республіки на Раду економічної та громадської безпеки (РЕГБ). Керівником нової структури був призначений колишній перший помічник і родич Алі Алханова, Герман Вок (Ісраїлов) .
Алі Алханов спирався на підтримку батальйонів спецназу ГРУ «Захід» під командуванням Саїд-Магомеда Какієва та власну службу безпеки. Крім того, до групи його підтримки прийнято відносити місцеве керівництво з Урус-Мартана.
Протягом 2005 і 2006 років між Алу Алхановим і Рамзаном Кадировим посилювалося протистояння, яке досягло свого апогею на початку лютого 2007 року після подій, пов'язаних з відставкою секретаря РЕГБ Германа Вока .
15 лютого 2007 року президент Росії Володимир Путін прийняв відставку Алханова з посади президента Чечні.

### Подальша кар'єра
У день відставки з посади голови Чечні Алханов був призначений заступником міністра юстиції Російської Федерації.
У квітні 2010 року обраний головою Комітету з етики Російського футбольного союзу (РФС) . 10 серпня 2011 року подав у відставку у зв'язку із зайнятістю на державній службі .
Указом Президента Російської Федерації від 18 листопада 2019 року Алханова включено до складу Геральдичної ради при Президенті Російської Федерації .

## Родина
Одружений, сини Сулейман (нар. 1981) та Ібрагім, дочка Таміла (нар. 1988) .

## Нагороди
Державні
- Медаль «За відвагу»
- Подяка Президента Російської Федерації
- Медаль «У пам'ять 300-річчя Санкт-Петербурга»
- Медаль «За відзнаку в охороні громадського порядку»
- Орден Мужності
- Почесна грамота уряду Російської Федерації (20 січня 2007) - за великий особистий внесок у відновлення економіки та соціальної сфери Чеченської Республіки
- Орден «За заслуги перед Вітчизною» IV ступеня (15 лютого 2007) — за великий внесок у соціально-економічний розвиток республіки, зміцнення російської державності та конституційного ладу
- Орден Пошани (12 жовтня 2011) — за досягнуті трудові успіхи та багаторічну сумлінну роботу
- Орден Олександра Невського (20 березня 2017) — за заслуги у справі державного будівництва, зміцнення законності та багаторічну сумлінну роботу

Громадські та спортивні
- Кавалер Золотого Почесного знаку «Громадське визнання» 2004 року
- Майстер спорту по дзюдо